# Pietro Doro
Pietro Doro (fl. XIX secolo) è stato un patriota repubblicano italiano, ex canonico della chiesa romana divenuto missionario evangelico, esiliato a Londra dopo i moti del 1848.

## Biografia
Nel 1848 era canonico a Savigliano (Cuneo), e sostenne attivamente i moti repubblicani risorgimentali. Fonti primarie sostenenti la monarchia e il potere ecclesiastico denunciano come egli proponesse pubblicamente che il governo operasse la confisca di tutti i beni ecclesiastici  . 
Probabilmente il Doro, continuando a sostenere idee liberali, viene costretto alla fuga e si reca in Svizzera. Convertitosi alla fede evangelica a Ginevra in ambienti risvegliati, con Costantino Reta ricostituisce in quella città la chiesa evangelica italiana che si era dispersa in seguito alla partenza di Luigi de Sanctis per Torino nell'autunno del 1852.
Più tardi parte per Londra, accettando la proposta di servire come missionario evangelico fra la vasta popolazione d'origine italiana residente in quella città (stimata in 6000-7000 persone). Collabora nel 1854 a stabilire e gestire un asilo per bambini poveri italiani diretto da due signore inglesi, "per sfamarli, istruirli e far loro conoscere la Bibbia". La rivista l'Eco di Savonarola lo descrive nel 1857 come "invecchiato, attempato e sposato" mentre esegue le funzioni religiose la domenica in una cappella a Newman Street, vicino a Oxford Street, ed insegnando ai suoi connazionali a leggere e scrivere in inglese in una scuola domenicale per adulti da lui fondata.
Un resoconto della sua attività si trova nell'Eco di Savonarola: «Come abbiamo già detto ai nostri amici, il missionario approvato degli italiani evangelici di Londra è il signor Pietro Doro. La sua missione consiste nel visitare i nostri connazionali, di casa in casa, nei loro laboratori, negli ospedali, parlando loro dell'amor di Dio verso i poveri peccatori. Di più, egli cerca di sollecitarli a frequentare il servizio evangelico che ha luogo ogni domenica a ore sei e mezzo p. m. nella cappella (n. 7) di Newman Street, dove il Vangelo è annunciato con purezza e semplicità. Il mercoledì sera varii italiani si riuniscono privatamente, per invito, in casa di un fratello, nello scopo di studiare insieme la Parola di Dio. Il signor Doro, occupandosi esclusivamente dell'altare, è giusto che egli viva altresì dell'altare. Egli non riceve salario fisso e noi gli rimettiamo quel che ci vien mandato per lui dalla carità cristiana».
Nella citata rivista sono riportate diverse lettere del Doro che descrivono la sua attività e le sue persuasioni.